# Island i olympiska vinterspelen 2018
Island deltog i de olympiska vinterspelen 2018 i Pyeongchang, Sydkorea, med en trupp på fem atleter (tre män, två kvinnor) fördelat på två sporter.
Vid invigningsceremonin bars Islands flagga av alpina skidåkaren Freydis Halla Einarsdottir.